# Herb Niemodlina
Herb Niemodlina – jeden z symboli miasta Niemodlin i gminy Niemodlin w postaci herbu.

## Wygląd i symbolika
Herb przedstawia na błękitnej tarczy  wizerunek złotego (żółtego) sokoła zwróconego w lewo (strona heraldyczna), wzbijającego się do lotu z zielonego wzgórza.
Jest to dawny herb mówiący, nawiązujący do niemieckiej nazwy miasta - Falkenberg (Falke - sokół, Berg - góra). 
Kolory:
- zielony – C: 70 M:0 Y:90 K:10,
- żółty – C:1 M:17 Y:85 K:0,
- niebieski – C:90 M:0 Y:0 K:0,
- czarny – C:0 M:0 Y:0 K:100.

## Historia

Herb Niemodlina do 2010 r.

Wizerunek sokoła po raz pierwszy pojawił się na pieczęci miejskiej z połowy XIV wieku. Symbolizuje on zajęcie mieszkańców Niemodlina łowiectwem z sokołami w pobliskich Borach Niemodlińskich - należało to w średniowieczu do powinności służebnych wobec księcia. 
Do 2010 r. obowiązywał herb według wzoru z publikacji "Miasta polskie w Tysiącleciu", t. II Wrocław 1967 tablica LXXIII.
5 lutego 2010 roku wszedł w życie nowy wzór herbu, przyjęty uchwałą w 2009 r., który jest zgodny z herbem przedwojennym.